# Rave bord
El rave bord o rave petit (Raphanus raphanistrum) és una planta de la família de les Brassicàcies. Aquesta planta es coneix popularment amb el nom de ravenissa, un nom genèric que inclou diverses espècies de males herbes. Noms derivats d'aquest són ravanissa, reveníssia, rafanistre, raveguissa, ravenís, ravenissa blanca, ravenissa borda i ravenisses. Entre altres noms cal mencionar citró, erviana, enviana, raveguí, ravenet, ervianes i esmolata.
El rave bord es pot sovint confondre amb una altra mala herba molt comuna coneguda amb el nom de ravenissa, la mostassa borda (Sinapis arvensis). Es pot distingir fàcilment però comparant els pètals, car els de la flor del rave bord tenen les venes ben marcades i de color morada. Hom diu que és un avantpassat del rave comestible (Raphanus sativus) però les varietats silvestres no tenen l'arrel tuberosa i morada característica del rave.
Originari de la zona del mediterrani i d'Àsia, actualment el rave bord és una espècie invasora que s'ha estès arreu de les zones subàrtiques de tot el planeta. És una planta molt comuna a les Illes Balears, la zona litoral de Tarragona i al País Valencià, on es troben dues varietats:
- Raphanus raphanistrum L. subsp. raphanistrum
- Raphanus raphanistrum L. subsp. landra (Moretti ex DC.) Bonnier i Layens

El rave bord és una planta dura, considerada com a mala herba i que sovint creix en ambients ruderals.
Floreix del març al juliol. Les flors tenen quatre pètals i són generalment blanques. Hi ha varietats de flor groga. El fruit ve en una beina que recorda un cacauet